# Сідло

Сідло кавалерійського типу:
1. передня і задня луки (облуки)
2. ліва і права полиці
3. сидіння
4. крила
5. попруги (троки)
6. путлиці з стременами
7. підперсник (нагрудник)
8. пітник з пітниковим дахом
9. перемітні суми
10. в'ючний ремінь

Сідло́  (заст. кульба́ка, а́рчик, арча́к) — елемент верхової збруї, спорядження для зручного з'єднання вершника з конем. Ремісники, що виготовляли сідла, називалися сідельниками.

## Короткі відомості
Перші сідла у Середземноморському світі з'явилися у 385 році в часи царювання Феодосія. Це були поштові сідла.
Лицарське сідло в Середньовічній Європі майструвалося так, аби вершник мав у ньому міцну посадку для бою. Нижня частина тулуба і стегна упиралися в сідло. Воно було складним за конструкцією і громіздким.
Англійці, добиваючись найменшої ваги у конструкції сідла для кінських перегонів, дійшли до винаходу найпростішого пристрою вагою 0,5 кг.
Головними функціями сідла є забезпечити зручну їзди та захист спині коня. Досягти цих завдань  — залежало від традиції конярства, що породило велике різноманіття сідлових конструкцій. У Європі XX століття найпоширенішими з них були:
- англійське сідло
- козацьке сідло
- мадярське сідло
- німецьке сідло
- французьке сідло

Усі сідла, за винятком козацького, різняться структурою ленчиків. Козацьке і англійські сідла мають м'яке сидіння і подушку.
В Україні зараз поширені чотири типи сідел:
- стройове
- козацьке
- спортивне
- скакове

## Будова сідла
Сідло складається з таких частин: ленчика — металевої або дерев'яної основи, шкіряного сидіння, крил і підкрилків — шкіряних фартухів, попруг і приструг — кріпильних ременів, пітника — повстяної підкладки під сідло, стремен з путлицями. Ленчик складається з двох лавок (полиць) — поздовжніх елементів, з'єднаних попереду і позаду двома дугами, які утворюють луки — передній та задній вигини сідла. Зверху ленчик покривається сидінням, з боків сідла звисають два крила (потебні) — шкіряні фартухи, що захищають ноги вершника від натирання попругами, пристругами і пряжками, під крилами розташовуються підкрилки. Під сідло кладуть пітник (іноді його називають «вальтрапом»), який вбирає в себе піт, захищає від намуляння спину коня, під пітник можуть класти подушки-амортизатори. Кріплять сідло на спині за допомогою 1-2 попруг — шкіряних ременів, що проходять під черевом коня і приєднуються до приструг — коротких ремінців з боків сідла. Окрім того, можуть бути й додаткові кріплення: нагрудник чи підперсник — ремінь, що кріпить сідло спереду, і підхвістя — ремінь, що кріпить його ззаду. Стремена підвішуються на путлицях — довгих ременях, що кріпляться до сідла за допомогою шнелерів — металевих замків, які уможливлюють швидко відчепити путлицю зі стременом у разі падіння вершника.

## Види

### Козацьке сідло

Сідло козацького типу:
1. крила (тебеньки)
2. подушка
3. підперсник
4. пакви (підхвісник)
5. путлиці зі стременами
6. попруги
7. трок сідельний
8. пітник

Сідло козацького типу складається з твердої основи — ленчика і крил, високих лук, м'якої подушки, підперсника, підхвісника, путлиць зі стременами, попруг, сідельного троку, підкладки під полиці, що тримають сідло на спині коня, а також пітника. Додатково до сідла можуть кріпитися сумки та в'ючні ремінці (троки, торока, тороки).
У сідлі козацького типу прорізи для путлиць зміщені трохи назад, тому за способом сидіння і їзди на ньому воно сильно відрізняється від сідла кавалерійського зразка. Вершник під час їзди риссю на сідлі кавалерійського зразка гасить поштовхи свого тіла — він вільно опускається у сідло і підводиться на стременах в такт руху коня через темп. На противагу цьому, під час їзди риссю в сідлі козацького типу вершник стоїть на стременах із витягнутим вперед корпусом, а поштовхи його тіла передаються спині коня в кожному з темпів руху. Сідло козацького типу має більш короткі полиці й, відповідно, меншу площу дотику зі спиною коня і високий ступінь її травмування, особливо під час їзди із важкими перекидними сумками.

### Дамське сідло
Дамське сідло відрізняється від інших типів верхових сідел тим, що воно конструктивно передбачає посадку вершниці ногами з одного (лівого) боку коня. На ньому дві передні луки: верхня для обхвату правою ногою, нижня — для упору лівої у разі необхідності.

## Інше
При запряганні коней замість сідла використовують сіделко — воно слугує для передавання зусилля на спину коня, у голобельно-посторонковому запрягу до нього можуть кріпитися вкорочені голоблі.